# تاكوو أوكوبو
تاكوو أوكوبو (باليابانية: 大久保 択生) (18 سبتمبر 1989 في كوتو في اليابان – )؛ هو لاعب كرة قدم ياباني سابق كان يلعب كحارس مرمى.

## وصلات خارجية
- تاكوو أوكوبو على موقع رابطة كرة القدم اليابانية للمحترفين (اليابانية)
- تاكوو أوكوبو على موقع قاعدة بيانات كرة القدم.إي يو (الإنجليزية)
- تاكوو أوكوبو على موقع Soccerway.com (الإنجليزية)
- تاكوو أوكوبو على موقع عالم كرة القدم.نت (الإنجليزية)